# 熱帯魚は雪に焦がれる
『熱帯魚は雪に焦がれる』（ねったいぎょはゆきにこがれる）は、萩埜まことによる日本の漫画。『電撃マオウ』 (KADOKAWA) において、2017年8月号から2021年5月号まで連載された。

## 書誌情報
- 萩埜まこと 『熱帯魚は雪に焦がれる』 KADOKAWA〈電撃コミックスNEXT〉、全9巻
  1. 2017年12月27日初版発行（同日発売[3][電 1]）、ISBN 978-4-04-893470-1
  2. 2018年4月27日初版発行（同日発売[4][電 2]）、ISBN 978-4-04-893722-1
  3. 2018年8月27日初版発行（同日発売[5][電 3]）、ISBN 978-4-04-912087-5
  4. 2019年1月26日初版発行（同日発売[電 4]）、ISBN 978-4-04-912297-8
  5. 2019年6月27日初版発行（同日発売[電 5]）、ISBN 978-4-04-912591-7
  6. 2019年12月27日初版発行（同日発売[電 6]）、ISBN 978-4-04-912931-1
  7. 2020年6月26日初版発行（同日発売[電 7]）、ISBN 978-4-04-913171-0
  8. 2020年12月26日初版発行（同日発売[電 8]）、ISBN 978-4-04-913593-0
  9. 2021年6月25日初版発行（同日発売[6][電 9]）、ISBN 978-4-04-913874-0

### 電撃コミックWEB
以下の出典はKADOKAWA内のページ。書誌情報の発売日の出典としている。
1. ↑  “熱帯魚は雪に焦がれる 1”. 2019年6月27日閲覧。
2. ↑  “熱帯魚は雪に焦がれる 2”. 2019年6月27日閲覧。
3. ↑  “熱帯魚は雪に焦がれる 3”. 2019年6月27日閲覧。
4. ↑  “熱帯魚は雪に焦がれる 4”. 2019年6月27日閲覧。
5. ↑  “熱帯魚は雪に焦がれる 5”. 2019年6月27日閲覧。
6. ↑  “熱帯魚は雪に焦がれる 6”. 2020年3月3日閲覧。
7. ↑  “熱帯魚は雪に焦がれる 7”. 2020年6月27日閲覧。
8. ↑  “熱帯魚は雪に焦がれる 8”. 2020年12月26日閲覧。
9. ↑  “熱帯魚は雪に焦がれる 9”. 2021年6月25日閲覧。